# Sauris mellita
Sauris mellita är en fjärilsart som beskrevs av Louis Beethoven Prout 1928. Sauris mellita ingår i släktet Sauris och familjen mätare. Inga underarter finns listade.